# Pregó de la Festa Major de Gràcia
El pregó de la Festa Major de Gràcia és l'acte que marca l'inici d'aquesta Festa Major. Se celebra el dia 14 d'agost a les 7 del vespre precedit d'actuacions dels músics dels col·lectius de cultura popular de la Vila de Gràcia.
El pregó, tal com es coneix avui en dia, es va començar a celebrar l'any 1986 i va ser a càrrec de l'actriu i directora de cinema i teatre Sílvia Munt. En aquella ocasió va tenir lloc al Centre Artesà Tradicionarius.
L'acte l'obre la regidoria del districte, encarregada de fer la presentació del pregoner. Tot seguit fa una intervenció el president de la Fundació Festa Major de Gràcia, a continuació el president del Districte i finalment ho fa el pregoner amb la lectura del pregó. Un cop acabada la seva lectura és l'alcalde qui tanca l'acte.

## El pregó alternatiu
Des de fa anys el pregó està marcat per un altre pregó abans del seu inici. Aquest es duu a terme a la casa del costat de la Seu del Districte de Gràcia. Qui l'organitza són entitats i partits del barri com la plataforma Gràcia Viva. El seu contingut sempre és d'un to reivindicatiu i de protesta.

## Historial de pregoners
- 1986: Sílvia Munt, actriu i directora de teatre i cinema
- 1987: Rudy Ventura, trompetista
- 1988: Pep Munné, actor
- 1989: Ignasi Riera, polític i escriptor
- 1990: -
- 1991: Manuel Estiarte, jugador de waterpolo
- 1992: Les Teresines, sèrie de televisió
- 1993: Sergi Mas i Xavier Martí, actors
- 1994: Miquel Cors, actor
- 1995: Moncho, cantant
- 1996: Jordi Fornés, cantant de Huapachà Combo
- 1997: Joan Pera i Paco Morán, actors
- 1998: Martí Galindo, actor
- 1999: Carlota Soldevila, actriu
- 2000: Antoni Bassas, periodista
- 2001: Joan Lluís Bozzo, actor i director de teatre
- 2002: Elisenda Roca, periodista
- 2003: Rafael Vallbona, escriptor
- 2004: Enric Pérez, propietari dels Cinemes Verdi
- 2005: Remei Sipi, activista feminista
- 2006: Francesc Vilaplana, activista social
- 2007: Josep Maria Álvarez, sindicalista
- 2008: Queco Novell, actor
- 2009: Sicus Carbonell, cantant de Sabor de Gràcia
- 2010: Isma Prados, cuiner
- 2011: Laia Ferrer, periodista
- 2012: Esteve Camps i Sala, activista cultural
- 2013: Antoni Miquel "Leslie", cantant
- 2014: Ricard Estruch, expresident de la Fundació Festa Major de Gràcia
- 2015: Mercè Montalà, actriu
- 2016: Imma Sust, periodista i botigera
- 2017: Agnès Busquets i Roger de Gràcia, actriu i periodista[1]
- 2018: Elena Carreras i Moratonas, doctora del Servei d'Obstetrícia i Ginecologia de Vall d'Hebron[2]
- 2019: Cristina Pandis, Xènia Galtés, Paola Manjón i Noèlia Bautista, jugadores de bàsquet de l'equip de dones olímpiques amb intel·ligència límit[3]
- 2020: Xènia Sist, Maria Teresa Fabregat, Elvira Bisbe, infermeres i metgessa[4]
- 2021: Jordi Cuixart, empresari i activista polític.[5]
- 2022: Carla Carbonell, presidenta de la Fundació Festa Major.[6]
- 2023: Andrea Porta i Àlex Cano, capitans de l'equip femení i masculí del CE Europa[7]
- 2024: Gegantons Torradet i Gresca